# Dani Stevens
Pour les articles homonymes, voir Samuels.
Daniele « Dani » Stevens (née Samuels le 26 mai 1988 à Fairfield) est une athlète australienne, spécialiste du lancer du disque. Elle remporte la médaille d'or lors des Championnats du monde de 2009.

## Carrière
En 2005, Dani Samuels remporte la médaille d'or du lancer du disque et la médaille de bronze du lancer du poids lors des Championnats du monde jeunesse de Marrakech, compétition mettant aux prises les meilleurs athlètes de moins de dix-huit ans. L'année suivante elle participe à l'âge de dix-sept ans à sa première compétition sénior à l'occasion des Jeux du Commonwealth de Melbourne. Elle se classe troisième de la finale du disque et établit un nouveau record personnel avec 59,44 m. Plus tard dans la saison à Pékin, elle devient championne du monde junior avec un lancer à 60,63 m, meilleure performance mondiale junior de l'année 2006. Sélectionnée dans l'équipe d'Océanie lors de la Coupe du monde des nations d'Athènes, l'Australienne termine sixième du concours avec la marque de 59,68 m.
Elle remporte son premier titre national sénior en début de saison 2007 au lancer du disque, avant d'établir un nouveau record personnel lors des Universiades d'été de Bangkok avec 60,47 m, s'inclinant pour le titre face à la Cubaine Yarelis Barrios. Elle participe ensuite pour la première fois aux Championnats du monde d'athlétisme, à Osaka,  mais est éliminée au stade des qualifications en réalisant néanmoins la meilleure marque des non-qualifiées (60,44 m). Vainqueur de son deuxième titre consécutif de championne d'Australie, et auteure d'un record personnel à 62,95 m, le 1er mars 2008 à Brisbane, Dani Samuels atteint la finale des Jeux olympiques de Pékin et termine au neuvième rang avec la marque de 60,15 m.
Sélectionnée pour les Championnats du monde de Berlin, en 2009,  l'Australienne se qualifie pour la finale en approchant sensiblement la meilleure marque de sa carrière avec 62,67 m. Le 21 août 2009, elle bat à deux reprises son record personnel en finale pour le porter à 65,44 m, et pour remporter la médaille d'or à seulement 21 ans, devant Yarelis Barrios et Nicoleta Grasu. Elle améliore son record personnel en début de saison 2010 lors de la Sydney Track Classic où elle réalise 65,84 m.
Aux Jeux olympiques de 2012, initialement douzième du lancer du disque, elle est reclassée onzième après la disqualification pour dopage de la Russe Darya Pishchalnikova,.
Le 13 août 2017, Dani Stevens bat le record d'Océanie, détenu depuis 1994 par Daniela Costian, en finale des championnats du monde de Londres avec 69,64 m, lui permettant de décrocher la médaille d'argent derrière la Croate Sandra Perković (70,31 m) et devant la Française Mélina Robert-Michon (66,21 m). C'est sa seconde médaille mondiale après son titre planétaire en 2009.

## Palmarès
| Date | Compétition                   | Lieu             | Résultat | Épreuve | Marque  |
| ---- | ----------------------------- | ---------------- | -------- | ------- | ------- |
| 2005 | Championnats du monde cadets  | Marrakech        | 3e       | Poids   | 15,53 m |
| 2005 | Championnats du monde cadets  | Marrakech        | 1re      | Disque  | 54,09 m |
| 2006 | Jeux du Commonwealth          | Melbourne        | 12e      | Poids   |         |
| 2006 | Jeux du Commonwealth          | Melbourne        | 3e       | Disque  | 59,44 m |
| 2006 | Championnats du monde juniors | Pékin            | 7e       | Poids   | 15,71 m |
| 2006 | Championnats du monde juniors | Pékin            | 1re      | Disque  | 60,63 m |
| 2006 | Coupe du monde des nations    | Athènes          | 6e       | Disque  | 59,68 m |
| 2007 | Universiade                   | Bangkok          | 2e       | Disque  | 60,47 m |
| 2008 | Jeux olympiques               | Pékin            | 8e       | Disque  | 60,15 m |
| 2009 | Universiade                   | Belgrade         | 1re      | Disque  | 62,48 m |
| 2009 | Championnats du monde         | Berlin           | 1re      | Disque  | 65,44 m |
| 2010 | Coupe continentale            | Split            | 4e       | Disque  | 61,34 m |
| 2011 | Championnats du monde         | Daegu            | 10e      | Disque  | 59,14 m |
| 2012 | Jeux olympiques               | Londres          | 11e      | Disque  | 60,40 m |
| 2013 | Championnats du monde         | Moscou           | 10e      | Disque  | 62,42 m |
| 2014 | Jeux du Commonwealth          | Glasgow          | 1re      | Disque  | 64,88 m |
| 2014 | Coupe continentale            | Marrakech        | 2e       | Disque  | 64,39 m |
| 2014 | Ligue de diamant              | Ligue de diamant | 3e       | Disque  | détails |
| 2015 | Championnats du monde         | Pékin            | 6e       | Disque  | 63,14 m |
| 2016 | Jeux olympiques               | Rio de Janeiro   | 4e       | Disque  | 64,90 m |
| 2017 | Championnats du monde         | Londres          | 2e       | Disque  | 69,64 m |
| 2017 | Ligue de diamant              | Ligue de diamant | 2e       | Disque  | 65,85 m |
| 2018 | Jeux du Commonwealth          | Gold Coast       | 1re      | Disque  | 68,26 m |
| 2018 | Coupe continentale            | Ostrava          | 4e       | Disque  | 62,74 m |

## Records
| Épreuve          | Performance  | Lieu    | Date         |
| ---------------- | ------------ | ------- | ------------ |
| Lancer du disque | 69,64 m (AR) | Londres | 13 août 2017 |
| Lancer du poids  | 17,05 m      | Sydney  | 2 mars 2014  |